# Pelasgo (rei da Arcádia)
Pelasgo (em grego:   Πελασγός), na mitologia grega, foi o primeiro rei da Arcádia. Segundo os árcades de cerca do século II d.C., terá sido aquele que terá dado origem aos pelasgos e o primeiro morador da Arcádia, como , mas Pausânias critica esta informação, porque ele não poderia ser rei sem ter súditos.
Pseudo-Apolodoro dá duas versões sobre sua origem: segundo Acusilau, ele era filho de Zeus e Níobe (filha de Foroneu); segundo Hesíodo, ele era autóctone.
Pelasgo foi notável por seus inventos e pela introdução de vários hábitos alimentares. Durante seu tempo, a Arcádia foi chamada de Pelasguia.
Ele foi sucedido por seu filho Licaão. Segundo Pseudo-Apolodoro, a mãe de Licaão era Melibeia, filha de Oceano ou Cilene (ninfa).